# 합일초등학교
합일초등학교는 대한민국 인천광역시 강화군에 있는 공립 초등학교이다.

## 학교 연혁
- 1901. 04. 01 잠두의숙으로 설립
- 1909. 05. 31 합일보통학교로 개교 (4년제)
- 1924. 02. 23 6년제인가, 강화합일학교개칭
- 1935. 12. 10 합일 재단법인 설립인가
- 1984. 03. 01 공립학교로 발족
- 1987. 03. 06 병설 유치원 개원
- 2001. 05. 31 개교 100주년 기념행사
- 2003. 06. 02 조리실 증축 및 학교자체 급식실시
- 2005. 09. 01 학교도서관 신설
- 2005. 09. 01 과학실 현대화사업
- 2006. 09. 01 어학실 구축
- 2006. 10. 25 청운관 개관
- 2008. 02. 23 컴퓨터실 현대화 사업
- 2009. 07. 18 본관 리모델링
- 2011. 09. 01 제23대 최재묵 교장선생님 취임
- 2011. 11. 01 학교 안전강화학교 선정
- 2012. 08. 24 진입로 확장 및 정문 준공
- 2013. 05. 31 학교 생태숲 조성
- 2014. 08. 19 급식실 도시가스 설비
- 2015. 02. 13 제100회 졸업식(총6,981명)
- 2015. 03. 01 초등 8학급(1), 유치원 2학급(1)(특수학급)
- 2015. 03. 01 제24대 김웅수 교장선생님 취임
- 2015. 11. 30 본관 앞 목재계단 안전시설 공사
- 2016. 06. 18 교육장배 스포츠클럽 배드민턴대회 준우승
- 2016. 10. 22 강화군 축구협회장기 제 28회 초등 축구대회 3위
- 2016. 11. 26 각 교실 창호 안전바 공사
- 2017. 02. 24 과학실 및 도서관 현대화 공사
- 2017. 08 .30 교실·특별실 냉난방 및 LED 공사
- 2018. 01 .11 제103회 졸업식(총7,057명 졸업)
- 2018. 03. 01 초등 11학급(1), 유치원 2학급(1) 편성(특수)